# 실제 경제학의 기초
<경제학을 배우는 모든 사람이 알아야 할 - 실제 경제학의 기초>는 닷컴 버블, 2008년 금융위기, 우파 포퓰리즘의 부상, 코로나19 팬데믹, 수많은 전쟁 등 21세기의 격랑을 20세기 사상에 뿌리를 둔 전통적인 경제학으로는 제대로 이해할 수 없다고 주장하는 존 코믈로스의 2019년 저서이다.
| 저자     | 존 코믈로스(John Komlos)                 |
| -------- | ---------------------------------------- |
| 장르     | 경제                                     |
| 출판년도 | 2019년                                   |
| 출판사   | 라우틀리지 - 테일러 앤 프랜시스의 자회사 |
| 페이지수 | 306                                      |
| ISBN     | 1351584715                               |

이 책은 신자유주의 경제학자들의 경제 정책으로 인해 피해를 입은 사람들의 상황을 요약하고 있는데, 세금 인하와 국가 아사를 주창했던 사람들, 2008년 멜트다운으로 절정에 이른 규제 완화를 지지한 사람들, 그리고 러스트 벨트와 불만 증가로 이끈 초세계화 주창자들에 대해 비판적이다.
본서는 학자들이 대학교 교실에서 상상하는 모습이 아닌, 일반 사람들에게 있어 경제가 실제로 어떻게 돌아가는지를 보여준다. 그리고 경제에 대한 대안적인 관점을 제시하는데, 호모 이코노미쿠스의 이성적 에이전트 모델이 현실 세계에서는 통하지 않는다는 것을 보여준다. 그리고 소수 독점이 완벽하게 경쟁적인 체제보다 오늘날의 다국적 대기업에 대한 훨씬 더 나은 설명이라는 것을 보여준다.
본 교과서는 지나치게 단순화된 모델을 현실 세계에 적용할 때 얼마나 큰 오해가 생길 수 있는지를 보여준다. 이 책에는 특별히 행동 경제학에 대한 카너먼의 논문, 상계 권력의 필요성에 대한 갤브레이스의 논문, 절망의 죽음에 대한 케이스 & 디어톤의 논문, 금융 불안정에 대한 민스키의 논문, 새로운 무역 이론에 대한 크루그먼의 논문, 정의에 대한 롤슨의 논문, 중산층의 발굴에 대한 스티글리츠의 논문, 제한된 합리성에 대한 사이먼의 논문, 그리고 눈에 띄는 소비에 대한 베블렌의 논문이 포함되어 있다. 인본주의적 경제와 인간 얼굴을 한 자본주의를 옹호하는 책이다.
이 책은 러시아어,, 독일어, 헝가리어,  루마니아어,  중국어로 번역되었다.